# Adam Brody
Adam Jared Brody (San Diego, 15 dicembre 1979) è un attore statunitense.
È noto soprattutto per aver interpretato Seth Cohen in The O.C..

## Biografia
Nasce in California, figlio di Mark Brody (un avvocato) e di Valerie Siefman (una designer), entrambi ebrei. Ha due fratelli minori, gemelli, di nome Sean e Matt. Adam è cresciuto nella periferia di San Diego passando molto tempo a praticare surf. Dopo essersi diplomato alla Scripps Ranch High School di San Diego, riesce a convincere i suoi genitori a mandarlo a Los Angeles per continuare gli studi, ma, invece di iscriversi al college, ingaggia un maestro di recitazione e un personal manager per iniziare una carriera d'attore.
Nel 2000, dopo un anno di audizioni Adam ottiene il ruolo di Barry Williams nel film TV Growing up Brady. Successivamente ottiene ruoli in alcune serie televisive, tra cui Giudice Amy. Nel 2001 interpreta una piccola parte in American Pie 2. Nel 2002 entra a far parte del cast della serie televisiva Una mamma per amica nel ruolo di Dave Rygalski. La svolta nella carriera di Adam Brody arriva nel 2003, quando dopo diverse audizioni, ottiene la parte di Seth Cohen nel telefilm The O.C.. La serie ha un enorme successo e permette all'attore di raggiungere la fama internazionale. Adam recita in The O.C. fino alla conclusione della serie, nel 2007, ed è tra i pochi attori del cast a partecipare a tutti i 92 episodi.
Parallelamente alla carriera televisiva, Adam Brody intraprende anche una carriera cinematografica. L'esordio al cinema risale al 2000, quando recita in piccoli ruoli in film come American Pie 2, The Ring e Grind. Durante il periodo di The O.C., l'attore continua a lavorare anche al cinema e ottiene ruoli di maggiore importanza. Nel 2005 è nel cast di Mr. & Mrs. Smith al fianco di Brad Pitt, Angelina Jolie e Vince Vaughn per il quale ha una grande ammirazione. Nel 2006 recita in Thank You for Smoking e nel 2007 è il protagonista de Il bacio che aspettavo insieme a Meg Ryan e a Kristen Stewart. Seguono poi altri film come The Ten (2007), Death In Love (2008) e Jennifer's Body (2009) al fianco di Megan Fox.
Avrebbe dovuto interpretare Barry Allen/Flash nel film di George Miller dedicato alla Justice League, Justice League: Mortal, che a causa dello sciopero degli sceneggiatori e a vari problemi produttivi fu cancellato dopo un'intensa pre-produzione. Ha ottenuto un ruolo in Poliziotti fuori - Due sbirri a piede libero, uscito nel 2010, in cui tra i protagonisti figura anche Bruce Willis. L'anno successivo è nel cast di Scusa, mi piace tuo padre. Nel 2015 è protagonista accanto a Lisa Joyce della serie TV Billy&Billie, inoltre viene annunciato che farà parte del cast di una nuova serie tv per la Cbs dove interpreterà Andrew, un quarantenne la cui pacifica esistenza viene sconvolta dal ritorno del suo amore giovanile.

Nel 2016 produce e prende parte al cast, al fianco di Ron Perlman, Otmara Marrero e Edi Gathegi, della serie tv statunitense StartUp nel ruolo di "Nick Talman", un banchiere di Miami, nonché uno dei protagonisti della storia.
Viene distribuita in Italia dalla piattaforma Netflix nel corso del 2021.

## Vita privata
Adam ha suonato la batteria nella band Big Japan con l'attore e migliore amico Bret Harrison. In passato durante il tempo libero scriveva canzoni e insieme a Danny Bilson, padre di Rachel Bilson, e Paul DeMeo ha scritto una miniserie a fumetti per Wildstorm Comics chiamata Red Menace. Adam è inoltre rimasto molto amico dell'attore Benjamin McKenzie, suo collega sul set di The O.C..
Dal 2003 al 2006 è stato fidanzato con l'attrice Rachel Bilson, co-star nella serie The O.C..
All'inizio del 2013 inizia a frequentare l'attrice Leighton Meester, e nel novembre dello stesso anno i due si fidanzano. Nel febbraio 2014 si sposano con una cerimonia privata e il 4 agosto 2015 nasce la primogenita della coppia: Arlo Day Brody. Nel settembre 2020 annunciano la nascita del secondogenito.

## Filmografia

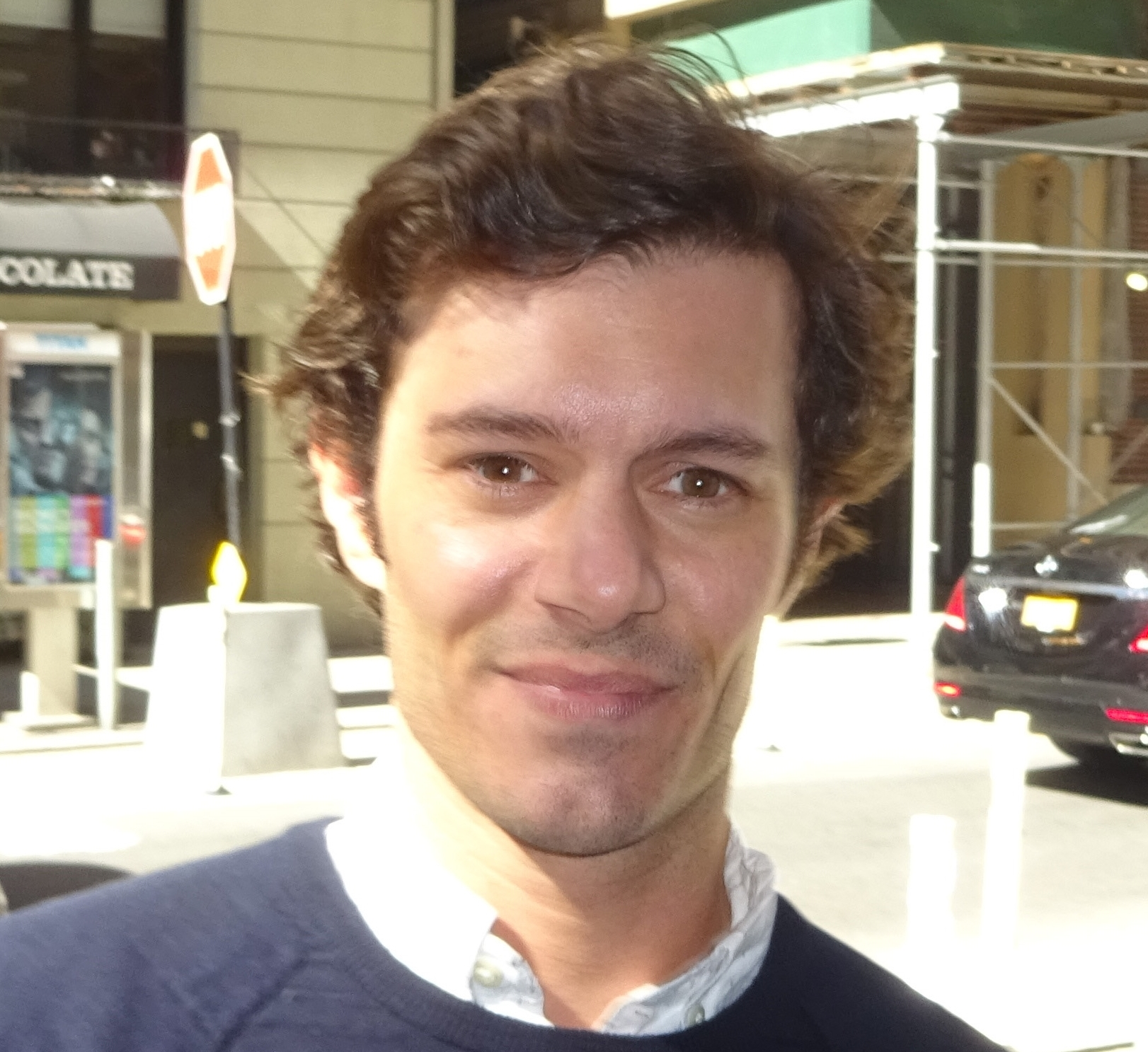
Adam Brody nel 2016

### Cinema
- Atti di violenza (Fastlane), regia di Drew Bell, Jefferson Langley (1999)
- Never Land, regia di Kia Simon (2000) - cortometraggio
- The Silencing, regia di Leslie Rogers (2000) - cortometraggio
- Roadside Assistance, regia di Jennifer Derwingson (2001)
- American Pie 2, regia di J.B. Rogers (2001)
- According to Spencer, regia di Shane Edelman (2001)
- The Ring, regia di Gore Verbinski (2002)
- Home Security, regia di Sean K. Lambert - cortometraggio (2003)
- Grind, regia di Casey La Scala (2003)
- Missing Brendan, regia di Eugene Brady (2003)
- Mr. & Mrs. Smith, regia di Doug Liman (2005)
- Thank You for Smoking, regia di Jason Reitman (2005)
- The Ten, regia di David Wain (2007)
- Smiley Face, regia di Gregg Araki (2007)
- Il bacio che aspettavo (In the Land of Women), regia di Jon Kasdan (2007)
- Death in Love, regia di Boaz Yakin (2008)
- Jennifer's Body, regia di Karyn Kusama (2009)
- The Romantics, regia di Galt Niederhoffer (2010)
- Poliziotti fuori - Due sbirri a piede libero (Cop Out), regia di Kevin Smith (2010)
- Sticky Minds, regia di Bryan Gaynor (2010) - cortometraggio
- Scream 4, regia di Wes Craven (2011)
- Scusa, mi piace tuo padre (The Oranges), regia di Julian Farino (2011)
- Damsels in Distress - Ragazze allo sbando (Damsels in Distress), regia di Whit Stillman (2011)
- Revenge for Jolly!, regia di Chadd Harbold (2012)
- Cercasi amore per la fine del mondo (Seeking a Friend for the End of the World), regia di Lorene Scafaria (2012)
- Double or Nothing, regia di Nathaniel Krause (2012) - cortometraggio
- Lovelace, regia di Robert Epstein e Jeffrey Friedman (2013)
- Some Girl(s), regia di Daisy von Scherler Mayer (2013)
- Benvenuti nella giungla (Welcome to the Jungle), regia di Rob Meltzer (2013)
- L'amore in valigia (Baggage Claim), regia di David E. Talbert (2013)
- Life Partners, regia di Susanna Fogel (2014)
- Growing Up and Other Lies, regia di Darren Grodsky, Danny Jacobs (2014)
- La guerra dei sessi - Think Like a Man Too (Think Like a Man Too), regia di Tim Story (2014)
- SWOP: I sesso dipendenti (Sleeping with Other People), regia di Leslye Headland (2015)
- Yoga Hosers - Guerriere per sbaglio (Yoga Hosers), regia di Kevin Smith (2016)
- CHiPs, regia di Dax Shepard (2017)
- Isabelle - L'ultima evocazione (Isabelle), regia di Robert Heydon (2018)
- Shazam!, regia di David F. Sandberg (2019)
- Finché morte non ci separi (Ready or Not), regia di Matt Bettinelli-Olpin e Tyler Gillett (2019)
- Jay e Silent Bob - Ritorno a Hollywood (Jay and Silent Bob Reboot), regia di Kevin Smith (2019)
- Una donna promettente (Promising Young Woman), regia di Emerald Fennell (2020)
- Detective in erba (The Kid Detective), regia di Evan Morgan (2020)
- Shazam! Furia degli dei (Shazam! Fury of the Gods), regia di David F. Sandberg (2023)
- American Fiction, regia di Cord Jefferson (2023)

### Televisione
- Amanda Show (The Amanda Show) – serie TV, episodio 1x05 (1999)
- Undressed – serie TV, terza stagione (2000)
- City Guys – serie TV, episodio 4x12 (2000)
- Growing Up Brady, regia di Richard A. Colla – film TV (2000)
- Ancora una volta (Once and Again) – serie TV, episodi 1x19-2x03-3x01 (2000-2001)
- Giudice Amy (Judging Amy) – serie TV, episodio 2x17 (2001)
- I Finnerty (Grounded for Life) – serie TV, episodi 1x05-4x27 (2001-2004)
- Go Fish – serie TV, episodio 1x03 (2001)
- In tribunale con Lynn (Family Law) – serie TV, episodio 3x04 (2001)
- Boys and Girls (The Sausage Factory) – serie TV, 13 episodi (2001-2002)
- Smallville – serie TV, episodio 1x19 (2002)
- Una mamma per amica (Gilmore Girls) – serie TV, 9 episodi (2002-2003)
- The O.C. – serie TV, 92 episodi (2003-2007)
- MADtv – serie TV, episodio 9x22 (2004)
- The Loop – serie TV, episodio 1x07 (2006)
- Burning Love - serie web, 10 episodi (2013)
- Kroll Show - serie TV, episodio 1x07 (2013)
- House of Lies - serie TV, episodi 2x08-2x10-2x11(2013)
- New Girl - serie TV, episodio 3x15 (2014)
- Ten X Ten - speciale TV (2014)
- The Cosmopolitans - episodio pilota, regia di Whit Stillman (2014)
- The League - serie TV, 4 episodi (2014)
- Billy & Billie - serie TV, 11 episodi (2015-2016)
- StartUp - serie TV, 30 episodi (2016-2018)
- Single Parents - serie TV, 7 episodi (2019-2020)
- The Race - Corsa mortale (Curfew) – serie TV, 4 episodi (2019)
- Mrs. America - miniserie TV, puntata 5 (2020)
- Fleishman a pezzi (Fleishman Is in Trouble) – miniserie TV, 8 puntate (2022)
- Nobody Wants This – serie TV (2024-in corso)

## Riconoscimenti
- Premio Emmy
  - 2025 - Candidatura al miglior attore protagonista in una serie commedia per Nobody Wants This

## Doppiatori italiani
Nelle versioni in italiano delle opere in cui ha recitato, Adam Brody è stato doppiato da:
- Marco Vivio in The Ring, Scusa, mi piace tuo padre, New Girl, StartUp, Isabelle - L'ultima evocazione, Single Parents, The Race - Corsa mortale, Detective in erba, Mrs. America, Fleishman a pezzi, American Fiction, Nobody Wants This
- Patrizio Cigliano in The O.C., Thank You for Smoking, The League, Benvenuti nella giungla, SWOP: I sesso dipendenti
- Andrea Mete in American Pie 2, Una donna promettente
- Francesco Pezzulli in Mr. & Mrs. Smith, Poliziotti fuori - Due sbirri a piede libero
- Nanni Baldini in Il bacio che aspettavo, L'amore in valigia
- Luca Mannocci in Shazam!, Shazam! Furia degli dei
- Francesco Venditti in Una mamma per amica
- Alessandro Vanni in Boys and Girls
- David Chevalier in Smallville
- Stefano Brusa in The Ten
- Fabrizio Manfredi in Jennifer's Body
- Gianfranco Miranda in Scream 4
- Stefano Crescentini in Damsels in Distress - Ragazze allo sbando
- Edoardo Stoppacciaro in Cercasi amore per la fine del mondo
- Emiliano Coltorti in House of Lies
- Luigi Morville in Lovelace
- Marco Baroni in La guerra dei sessi - Think Like a Man Too
- Massimo Triggiani in Yoga Hosers - Guerriere per sbaglio
- Riccardo Scarafoni in CHiPs
- Gabriele Sabatini in Finché morte non ci separi
- Alessio Nissolino in Jay e Silent Bob - Ritorno a Hollywood